# Luis Noé
Luis Noé Rodríguez fue militar español que luchó en la guerra civil española a favor de la República.

## Biografía
En julio de 1936 era comandante, jefe de un batallón del regimiento Wad-Ras nº1 de guarnición en Madrid. El 21 de julio, y al mando de dos compañías de los regimientos n.º 1 y n.º 2, forma parte de la columna del general Riquelme que marcha desde Madrid hasta Toledo para sofocar la rebelión del coronel Moscardó en dicha ciudad.
El 2 de agosto sale con sus tropas del cerco del Alcázar, y se dirige a la Sierra de Guadarrama, uniéndose a la columna Mangada. No participa en la incursión de dicha columna por Ávila, y a finales de agosto está de guarnición en el sector de San Bartolomé de Pinares. En este periodo será ascendido a teniente coronel.
El 11 de noviembre de 1936 sustituye al coronel Escobar, herido, al frente de su columna que defiende los accesos a Madrid por la carretera de Extremadura, aproximadamente al sur de la Casa de Campo. En esos momentos se están produciendo los combates decisivos de la batalla de Madrid. El 14 de ese mismo mes de noviembre es herido y sustituido por el comandante José Gómez Morato.